# 刘述祖
劉述祖（1577年—？年），字善夫，號蓬澤，河南陈留县籍，貴州都司貴州衛人，明朝政治人物。

## 生平
辛卯鄉試三十名舉人，萬曆三十八年（1610年）庚戌科會試二百九十八名，第三甲第一名進士。刑部觀政，授太常寺博士，四十四年行取，暫擬兵部主事，四十六年七月考選廣東道監察御史。。天啓二年（1622年）二月巡视京通二仓。五年十二月復補河南道御史，次月奉命督理辽饷。

## 家族
曾祖劉繼宗，指揮使，以孝祀鄉賢；祖父劉鏜，守備；父劉守爵，參將；母謝氏（太恭人）；前母盧氏（恭人）。慈侍下，妻羅氏（孺人）。兄效祖（指揮）；繩祖（增生）；念祖（三科武舉）。子知微；知默；知章；知白。